# Ядав, Лалу Прасад
Лалу Прасад Ядав (англ. Lalu Prasad Yadav, хинди लालू प्रसाद यादव; род. 11 июня 1948; Гопалгандж, Бихар, Индия) — индийский политический и государственный деятель. В 2004—2009 годах — министр железных дорог Индии, в 1990—1997 годах — главный министр (глава администрации) штата Бихар. Основатель и руководитель партии «Раштрия джаната дал». Депутат Лок сабхи 14-го и 15-го созывов от избирательного округа Саран в Бихаре.
Начал свою политическую карьеру в студенческие годы. В 1977 году был избран в Лок сабху от партии «Джаната дал», став одним из самых молодых членов индийского парламента. В 1990 году был избран главным министром Бихара. В 1997 году был вынужден подать в отставку из-за коррупционного скандала. Впоследствии суд полностью оправдал его. В 1997—2005 годах пост главного министра занимала жена Ядава — Рабри Деви. По мнению ряда обозревателей, в этот период Ядав оставался фактическим руководителем штата.
Известен как харизматичный политический лидер, пользующийся популярностью в массах. Подвергается критике за «кастовую политику». Отец восьмерых детей.